# Enoplus microstomus
Enoplus microstomus is een rondwormensoort uit de familie van de Enoplidae.